# Ben-Azen

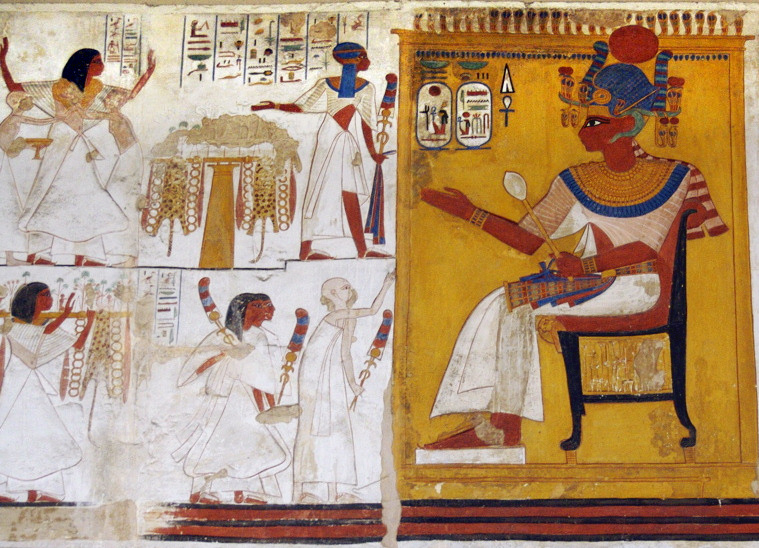
Világos bőrű külföldi II. Ramszesz udvarában, a fáraó fia és egyiptomi szolgái között; lehet, hogy Ben-Azent ábrázolja

Ben-Azen ázsiai származású hivatalnok az ókori Egyiptomban, II. Ramszesz és Merenptah uralkodása alatt. Nevének jelentése „Azen fia”, Egyiptomban a Ramszesz-em-per-Ré („Ramszesz Ré házában”) nevet viselte. Ben-Azen pohárnokként szolgált, ami azt jelentette, idegen származása ellenére magas pozíciót töltött be, közvetlenül az uralkodót szolgálta. Egy neki tulajdonított felirat szerint Ben-Azen Kánaánból jött Egyiptomba.

## Fordítás
- Ez a szócikk részben vagy egészben  a   Ben-Azen című angol Wikipédia-szócikk ezen változatának fordításán alapul.  Az eredeti cikk szerkesztőit annak laptörténete sorolja fel. Ez a jelzés csupán a megfogalmazás eredetét és a szerzői jogokat jelzi, nem szolgál a cikkben szereplő információk forrásmegjelöléseként.